# Tavole domenicali di Topolino
Elenco delle tavole domenicali pubblicate sui quotidiani negli Stati Uniti dal 1932 al 1976.
| Data inizio       | Data fine         | Titolo italiano                                                      | Titolo originale                                     | Tavole | Sceneggiatura                  | Disegni                            | Inchiostri                  |
| ----------------- | ----------------- | -------------------------------------------------------------------- | ---------------------------------------------------- | ------ | ------------------------------ | ---------------------------------- | --------------------------- |
| 10 gennaio 1932   | 10 gennaio 1932   | tavola autoconclusiva                                                | gag page                                             | 1      | Earl Duvall                    | Earl Duvall                        | Earl Duvall                 |
| 17 gennaio 1932   | 24 luglio 1932    | tavole autoconclusive                                                | gag pages                                            | 28     | Floyd Gottfredson              | Floyd Gottfredson                  | Al Taliaferro               |
| 31 luglio 1932    | 28 agosto 1932    | Topolino e l'accalappiacani                                          | Mickey Mouse and Dan, the dogcatcher                 | 5      | Floyd Gottfredson              | Floyd Gottfredson                  | Al Taliaferro               |
| 4 settembre 1932  | 11 settembre 1932 | tavole autoconclusive                                                | gag pages                                            | 2      | Floyd Gottfredson              | Floyd Gottfredson                  | Al Taliaferro               |
| 18 settembre 1932 | 6 novembre 1932   | Topolino e i suoi vispi nipotini                                     | Mickey's nephews                                     | 8      | Floyd Gottfredson              | Floyd Gottfredson                  | Al Taliaferro               |
| 13 novembre 1932  | 22 gennaio 1933   | tavole autoconclusive                                                | gag pages                                            | 11     | Floyd Gottfredson, Webb Smith  | Floyd Gottfredson                  | Al Taliaferro, Ted Thwaites |
| 29 gennaio 1933   | 18 giugno 1933    | Topolino contro Wolp                                                 | Mickey Mouse in the lair of Wolf Barker              | 21     | Ted Osborne                    | Floyd Gottfredson, Al Taliaferro   | Al Taliaferro, Ted Thwaites |
| 25 giugno 1933    | 4 marzo 1934      | tavole autoconclusive                                                | gag pages                                            | 37     | Ted Osborne, Merrill De Maris  | Floyd Gottfredson, Al Taliaferro   | Al Taliaferro, Ted Thwaites |
| 11 marzo 1934     | 29 aprile 1934    | Topolino principe azzurro                                            | Mickey Mouse in Giantland                            | 8      | Ted Osborne                    | Floyd Gottfredson                  | Ted Thwaites                |
| 6 maggio 1934     | 3 giugno 1934     | Topolino e Piedidolci                                                | Mickey Mouse and Tanglefoot                          | 5      | Ted Osborne                    | Floyd Gottfredson, Al Taliaferro   | Al Taliaferro, Ted Thwaites |
| 10 giugno 1934    | 10 giugno 1934    | tavola autoconclusiva                                                | gag page                                             | 1      | Ted Osborne                    | Floyd Gottfredson, Al Taliaferro   | Al Taliaferro               |
| 17 giugno 1934    | 9 settembre 1934  | La brigata Topolino al lago polveroso                                | Mickey Mouse and Dr. Oofgay's secret serum           | 13     | Ted Osborne                    | Floyd Gottfredson                  | Al Taliaferro               |
| 16 settembre 1934 | 2 dicembre 1934   | tavole autoconclusive                                                | gag pages                                            | 12     | Ted Osborne                    | Floyd Gottfredson                  | Al Taliaferro, Ted Thwaites |
| 9 dicembre 1934   | 20 gennaio 1935   | Topolino sul Mongelato                                               | Mickey Mouse and friends in 'Foray to Mt. Fishflake' | 7      | Ted Osborne                    | Floyd Gottfredson                  | Ted Thwaites                |
| 27 gennaio 1935   | 10 febbraio 1935  | tavole autoconclusive                                                | gag pages                                            | 3      | Ted Osborne                    | Floyd Gottfredson                  | Ted Thwaites                |
| 17 febbraio 1935  | 24 marzo 1935     | Topolino e il mistero dei cappotti                                   | Mickey Mouse in the case of the vanishing coats      | 6      | Ted Osborne                    | Floyd Gottfredson                  | Ted Thwaites                |
| 31 marzo 1935     | 21 luglio 1935    | tavole autoconclusive                                                | gag pages                                            | 17     | Ted Osborne                    | Floyd Gottfredson                  | Ted Thwaites, Al Taliaferro |
| 28 luglio 1935    | 24 novembre 1935  | Topolino e il canguro                                                | Mickey Mouse and Hoppy the kangaroo                  | 18     | Ted Osborne                    | Floyd Gottfredson                  | Ted Thwaites                |
| 1º dicembre 1935  | 29 dicembre 1935  | tavole autoconclusive                                                | gag pages                                            | 5      | Ted Osborne                    | Floyd Gottfredson                  | Ted Thwaites                |
| 5 gennaio 1936    | 26 gennaio 1936   | Topolino e il bel gagà                                               | Mickey's rival                                       | 4      | Ted Osborne                    | Floyd Gottfredson                  | Ted Thwaites                |
| 2 febbraio 1936   | 19 aprile 1936    | tavole autoconclusive                                                | gag pages                                            | 12     | Ted Osborne                    | Floyd Gottfredson                  | Ted Thwaites, Al Taliaferro |
| 26 aprile 1936    | 4 ottobre 1936    | Topolino e Robin Hood                                                | Mickey Mouse meets Robin Hood                        | 24     | Ted Osborne, Floyd Gottfredson | Floyd Gottfredson, Al Taliaferro   | Ted Thwaites, Al Taliaferro |
| 11 ottobre 1936   | 8 novembre 1936   | Topolino ventriloquo                                                 | Mickey Mouse, the ventriloquist                      | 5      | Ted Osborne                    | Floyd Gottfredson                  | Al Taliaferro               |
| 15 novembre 1936  | 9 maggio 1937     | tavole autoconclusive                                                | gag pages                                            | 26     | Ted Osborne                    | Floyd Gottfredson                  | Ted Thwaites, Al Taliaferro |
| 16 maggio 1937    | 24 ottobre 1937   | Topolino cercatore d'oro / Oro! Nuove avventure di Topolino nel west | Mickey Mouse sheriff of Nugget Gulch                 | 24     | Ted Osborne                    | Floyd Gottfredson                  | Al Taliaferro               |
| 31 ottobre 1937   | 27 febbraio 1938  | tavole autoconclusive                                                | gag pages                                            | 18     | Ted Osborne                    | Floyd Gottfredson                  | Ted Thwaites, Al Taliaferro |
| 6 marzo 1938      | 3 aprile 1938     | Topolino e la stazione di servizio                                   | Mickey Mouse in 'Service with a smile'               | 5      | Merrill De Maris               | Floyd Gottfredson                  | Al Taliaferro               |
| 10 aprile 1938    | 21 agosto 1938    | tavole autoconclusive                                                | gag pages                                            | 20     | Merrill De Maris               | Floyd Gottfredson, Manuel Gonzales | Ted Thwaites, Al Taliaferro |
| 28 agosto 1938    | 27 novembre 1938  | Topolino Ammazzasette                                                | Mickey Mouse, the brave little tailor                | 13     | Merrill De Maris               | Floyd Gottfredson, Manuel Gonzales | Ted Thwaites, Bill Wright   |
| 4 dicembre 1938   | 25 dicembre 1938  | tavole autoconclusive                                                | gag pages                                            | 4      | Merrill De Maris               | Floyd Gottfredson, Manuel Gonzales | Ted Thwaites                |
| 17 giugno 1956    | 17 giugno 1956    | tavola autoconclusiva                                                | gag page                                             | 1      | Bill Walsh                     | Floyd Gottfredson                  | Floyd Gottfredson           |
| 30 marzo 1958     | 13 aprile 1958    | tavole autoconclusive                                                | gag pages                                            | 3      | Bill Walsh                     | Floyd Gottfredson                  | Floyd Gottfredson           |
| 31 dicembre 1961  | 31 dicembre 1961  | tavola autoconclusiva                                                | gag page                                             | 1      | Bill Walsh                     | Floyd Gottfredson                  | Floyd Gottfredson           |
| 24 febbraio 1963  | 24 febbraio 1963  | tavola autoconclusiva                                                | gag page                                             | 1      | Bill Walsh                     | Floyd Gottfredson                  | Floyd Gottfredson           |
| 22 maggio 1966    | 22 maggio 1966    | tavola autoconclusiva                                                | gag page                                             | 1      | Roy Williams                   | Floyd Gottfredson                  | Floyd Gottfredson           |
| 4 settembre 1966  | 4 settembre 1966  | tavola autoconclusiva                                                | gag page                                             | 1      | Roy Williams                   | Floyd Gottfredson                  | Floyd Gottfredson           |
| 23 febbraio 1975  | 23 febbraio 1975  | tavola autoconclusiva                                                | gag page                                             | 1      | Del Connell                    | Tony Strobl                        | Floyd Gottfredson           |
| 24 agosto 1975    | 24 agosto 1975    | tavola autoconclusiva                                                | gag page                                             | 1      | Del Connell                    | Floyd Gottfredson                  | Floyd Gottfredson           |
| 29 agosto 1976    | 29 agosto 1976    | tavola autoconclusiva                                                | gag page                                             | 1      | Del Connell                    | Floyd Gottfredson                  | Floyd Gottfredson           |
| 19 settembre 1976 | 19 settembre 1976 | tavola autoconclusiva                                                | gag page                                             | 1      | Del Connell                    | Floyd Gottfredson                  | Floyd Gottfredson           |